# イーゴリ・チュガイノフ
イーゴリ・ヴァレリエヴィチ・チュガイノフ（ロシア語ラテン翻字: Igor Valeryevich Chugainov, 1970年4月6日 - ）は、ロシア・モスクワ出身の元サッカー選手、サッカー指導者。現在はFCトルペド・モスクワの監督。

## 来歴
1992年にCIS代表デビュー、4試合に出場した。1996年からロシア代表でプレー。2002 FIFAワールドカップのメンバーにも選ばれた。CIS・ロシア合わせて通算30試合に出場した。

## 所属クラブ
- FCトルペド・モスクワ 1986-1989
- FCロコモティフ・モスクワ 1990
- FCトルペド・モスクワ 1991-1993
- FCロコモティフ・モスクワ 1994-2001
- FCウララン・エリスタ 2002

## 代表歴

### 出場大会
- CIS代表
- ロシア代表
  - 2002 FIFAワールドカップ

### 試合数
- 国際Aマッチ 4試合 0得点（CIS、1992年）[3]
- 国際Aマッチ 26試合 0得点（ロシア、1996年-2002年）[3]

| CIS代表 | 国際Aマッチ | 国際Aマッチ |
| 年      | 出場        | 得点        |
| ------- | ----------- | ----------- |
| 1992    | 4           | 0           |
| 通算    | 4           | 0           |

| ロシア代表 | 国際Aマッチ | 国際Aマッチ |
| 年         | 出場        | 得点        |
| ---------- | ----------- | ----------- |
| 1996       | 2           | 0           |
| 1997       | 7           | 0           |
| 1998       | 6           | 0           |
| 1999       | 0           | 0           |
| 2000       | 2           | 0           |
| 2001       | 6           | 0           |
| 2002       | 3           | 0           |
| 通算       | 26          | 0           |

## 指導歴
- U-19ロシア代表 2003-2006
- FCゼニト・サンクトペテルブルク 2007（リザーブ）
- FCヒムキ  2009（暫定）
- FCトルペド・モスクワ  2010-

## タイトル

### 現役時代
クラブ
- FCトルペド・モスクワ
  - ロシア・カップ：1 (1993)

- FCロコモティフ・モスクワ
  - ロシア・カップ：4 (1996, 1997, 2000, 2001)

### 監督時代
- FCトルペド・モスクワ
  - ロシア2部（実質3部）優勝：1 (2010)